# Krekó Béla (közgazdász)

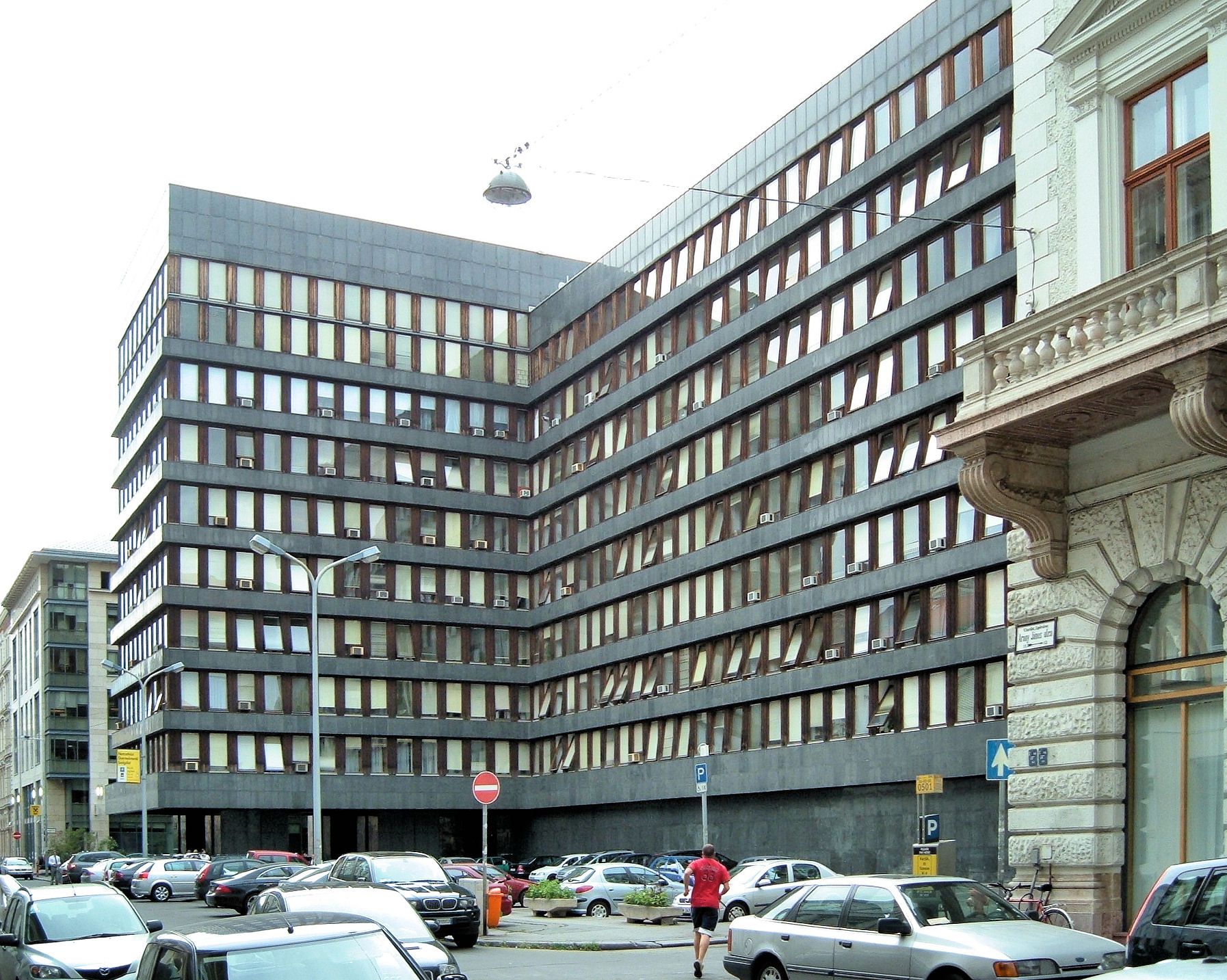
1968-1989 között az Országos Tervhivatalban dolgozott

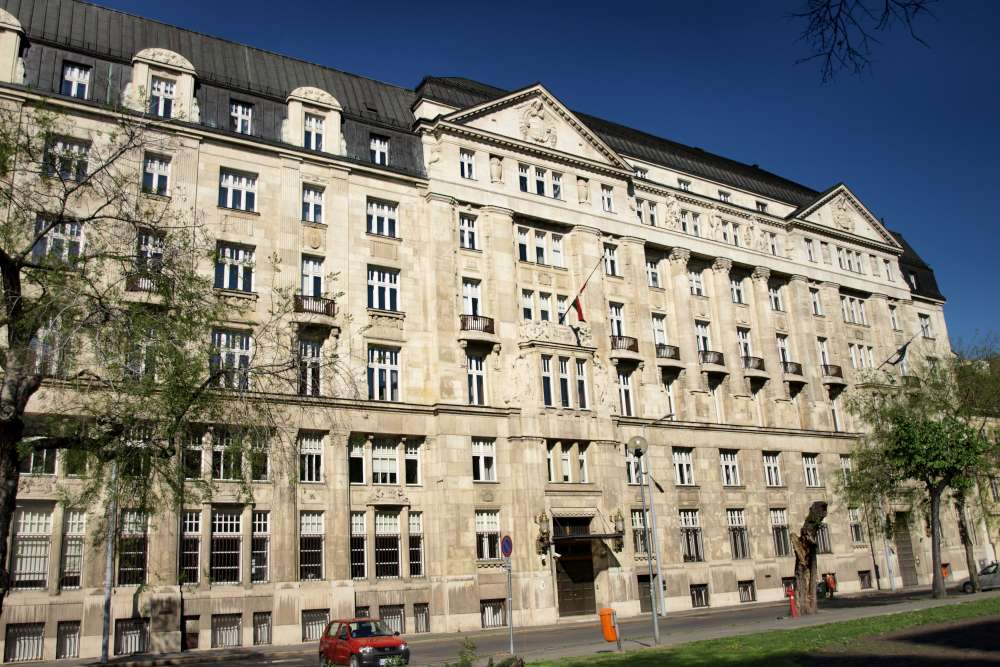
1990-1994 között az Pénzügyminisztériumban dolgozott

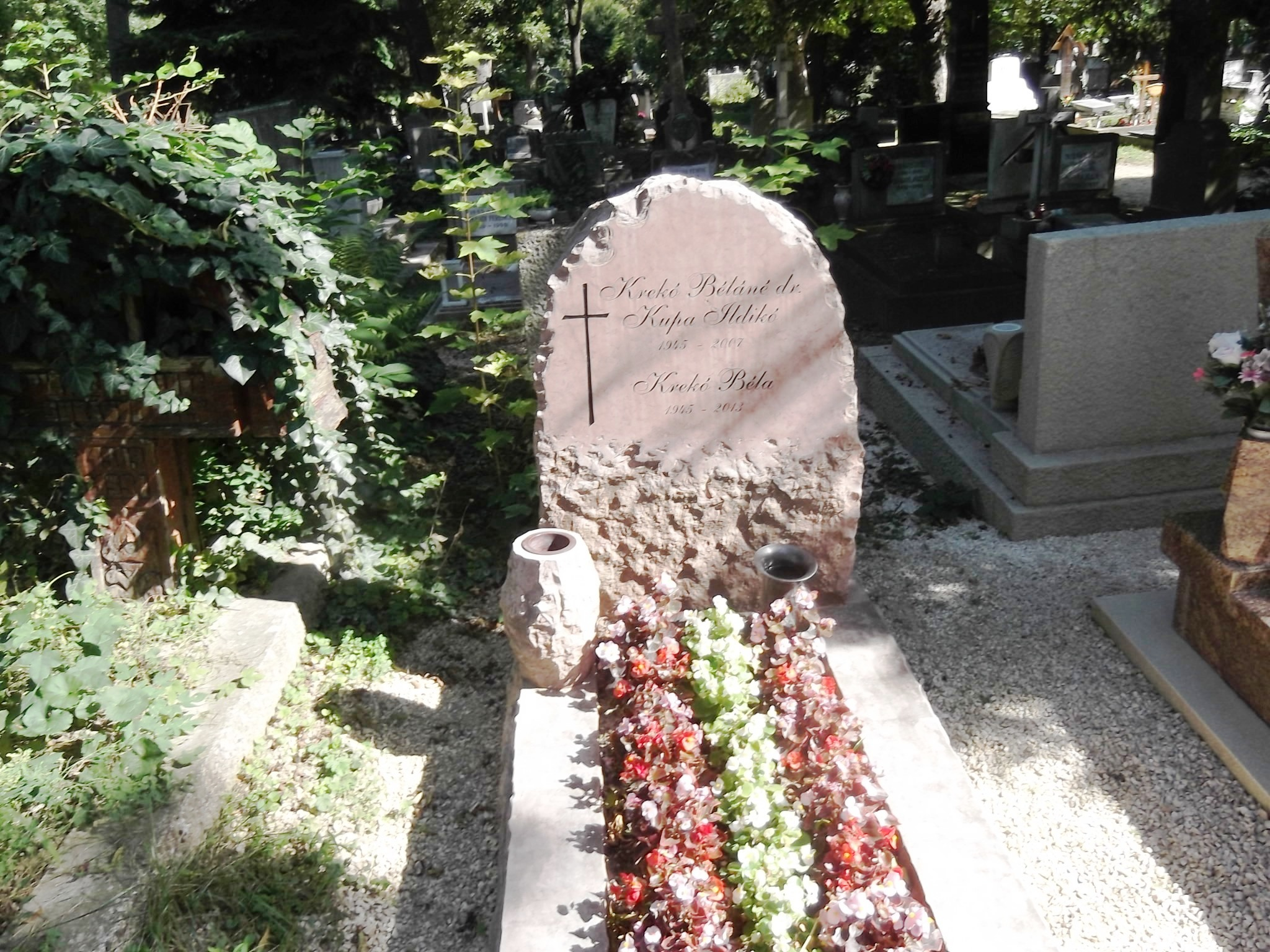
Krekó Béla és felesége Kupa Ildikó sírja a Farkasréti Temetőben. A sírhely száma: [7/8]-1-137

Krekó Béla (Kunszentmárton, 1945. május 5. – Budapest, 2013. június 26.) közgazdász, makro- és pénzügyi modellező, informatikai szakértő.

## Családja, iskolái
Szülei id. Krekó Béla nemzetközileg elismert matematikus-közgazdász, egyetemi tanár és Kovács Katalin. Nagyszülei Krekó Ferenc és Princz Terézia. 1968-ban nősült, felesége Kupa Ildikó (1945–2007). Gyermekei Judit (1976) és Péter (1980).
1963-ban érettségizett  az óbudai Árpád Gimnáziumban kitűnő eredménnyel, majd édesapja hatására a Marx Károly Közgazdaságtudományi Egyetemen a terv-matematika szakon folytatta tanulmányait, 1968-ban szerezte meg a vörös diplomát, miután végig az egyetemi képzés során kitünő eredményt ért el.  Az Egyetemen a II. évfolyamtól kezdve a Népköztársasági ösztöndíj I. fokozatában részesült és demonstrátorként matematikát tanított Szép Jenő tanszékvezető irányítása alatt.

## Munkahelyei, beosztásai
- 1968–1973: Országos Tervhivatal makromodellező
- 1973–1989: Országos Tervhivatal Számítástechnikai Központ osztályvezető-helyettes, majd  SZÁMALK Közgazdasági Főosztály vezető, majd Kopint-Datorg tudományos főmunkatárs
- 1990–1994: Pénzügyminisztérium (PM) Informatikai és Módszertani Intézete vezető
- 1994–2000: Állami Biztosításfelügyelet, Közgazdasági és Informatikai blokk főosztályvezető
- 2000–2003: Pénzügyi Szervezetek Állami Felügyelete, Állami Biztosításfelügyelet Monitoring főosztályvezető
- 2003–2006: Pénzügyi Szervezetek Állami Felügyelete, Állami Biztosításfelügyelet Aktuáriusi Főosztály osztályvezető
- 2006–2013: Pénzügyi Szervezetek Állami Felügyelete, Pénzügyi csoportok felügyeleti főosztálya Modellezési osztályvezető

## Kitüntetések
- Az óbudai Árpád Gimnáziumban az Udvarhelyi Ágoston Kalokagathya díját kapta 2008-ban az 1960/61-1961/62-ben végzett tanulmányi és sport eredményeiért.[5]
- Magyar Köztársaság Ezüst Érdemkereszt (2009)

## Legfontosabb publikációi
- Matusek Judit – Krekó Béla (2007): Az ICAAP a PSZÁF szemszögéből.[6]
- Krekó Béla (2011): Kockázat, bizonytalanság és modellkockázat kockázatkezelési szemmel. Hitelintézeti Szemle, 2011/4., 370–378.[7]
- Krekó Béla (2011): ICAAP-SREP a magyar nagybankoknál.[8]
- Fliszár Vilmos – Krekó Béla – Menyhért Bálint – Szenes Márk (2012): A bankcsoportoknál lefolytatott 2009-es SREP-vizsgálatok főbb tapasztalatai. Hitelintézeti Szemle, 2010/4. 321–334.[7]

## Videók
- Kiss Jenő irodalom-latin szakos tanár emléktáblájának avatása az Óbudai Árpád Gimnáziumban. Emlékbeszédet mondott Krekó Béla – Videó,  - (2008.05.23.) Operatőr Korbai Géza.
- Kiss Jenő meglátogatása Zamárdiban. 2001.07.30. Operatőr: Erdős László – Kiss Jenő irodalom-latin szakos tanár emléktáblájának avatása az Óbudai Árpád Gimnáziumban. Emlékbeszédet mondott Krekó Béla. Videó, - (2008.05.23.) Operatőr Korbai Géza.